# Bolívar (Yaracuy)
Bolívar is een gemeente in de Venezolaanse staat Yaracuy. De gemeente telt 37.700 inwoners. De hoofdplaats is Aroa.